# August Stern
August Stern (* 10. November 1837 in Nußbaum; † 18. März 1914 in Bad Kreuznach) war ein deutscher Pädagoge, Chorleiter und Komponist.
Stern wirkte ab 1871 als Hauptlehrer und Kantor in Bad Sobernheim und leitete dort den von ihm gegründeten Kirchenchor. Nach der Gründung der Diakonie-Anstalten übernahm er auch den Gesangs- und Harmoniumunterricht der Diakonissen. Nach seiner Pensionierung siedelte er mit den Schwestern nach Bad Kreuznach um  und leitete dort die Chöre der diakonischen Einrichtung.

## Kompositionen
- Der Jüngling zu Nain.
- Die Auferweckung des Lazarus.
- Der Einzug Jesu in Jerusalem. Festkantate für Gemeinde-, Chor-, Kinder- und Sologesang mit Orgelbegleitung. 4 Auflagen.
- Bethania. Kantate für Gemeinde-, Chor-, Kinder- und Sologesang mit Orgelbegleitung. 3 Auflagen, gedruckt bei Breitkopf & Härtel.
- Bethesda. Kantate für Gemeinde-, Chor-, Kinder- und Sologesang mit Orgelbegleitung. 2 Auflagen, gedruckt bei Breitkopf & Härtel.
- Das Kreuz von Golgatha.
- Geistliches Choralbum. 3. Auflage. Heuser, Neuwied 1900.[2] 6. Auflage 1925.